# Grand Prix Velo Alanya 2021
Grand Prix Velo Alanya 2021 – 3. edycja wyścigu kolarskiego Grand Prix Velo Alanya, która odbyła się 21 lutego 2021 na liczącej ponad 104 kilometry trasie z miejscowości Okurcalar do miejscowości Gündoğmuş. Impreza kategorii 1.2 była częścią UCI Europe Tour 2021.

## Drużyny
| ProTeam- Bardiani CSF Faizanè Continental teams (12)- Panamá es Cultura y Valores - Giotti Victoria-Savini Due - Wildlife Generation Pro Cycling - Nippo-Provence-PTS Conti - Spor Toto Cycling Team - Salcano Sakarya BB Team - Terengganu Cycling Team - Eurocar Grawe Ukraine - Mazowsze Serce Polski - BelAZ - Minsk Cycling Club - Dukla Banská Bystrica translation for headoftableIII_translate index 45 not found- Marathon-Tula Reprezentacje (8)- Azerbejdżan - Algieria - Ukraina - Uzbekistan - Kazachstan - Rosja - Białoruś - Słowacja Amatorski zespół kolarski- InEx Siberian Team Regionalne i klubowe drużyny (5)- CCN-Metalac Sunbelt - SC Golden Wheels - Team KIBAG-OBOR-CKT - Nursultan Cycling Team - Vivarovar translation for headoftableIII_translate index 54 not found (2)- Sankt Petersburg - Sverdlovsk Regional Team |
| |

## Klasyfikacja generalna
| \| Klasyfikacja generalna \| Klasyfikacja generalna \| Klasyfikacja generalna \| Klasyfikacja generalna \| Klasyfikacja generalna \| \| Kolarz \| Kolarz \| Państwo \| Drużyna \| Czas \| \| ---------------------- \| ---------------------- \| ---------------------- \| ------------------------------- \| ---------------------- \| \| 1. \| Carlos Quintero \| Kolumbia \| Terengganu Cycling Team \| 2h 40' 33" \| \| 2. \| Alex Hoehn \| Stany Zjednoczone \| Wildlife Generation Pro Cycling \| + 0" \| \| 3. \| Metkel Eyob \| Erytrea \| Terengganu Cycling Team \| + 1" \| \| 4. \| Anatolij Budiak \| Ukraina \| Spor Toto Cycling Team \| + 1" \| \| 5. \| Davide Gabburo \| Włochy \| Bardiani CSF Faizanè \| + 3" \| \| 6. \| Muradjan Xalmuratov \| Uzbekistan \| Uzbekistan \| + 4" \| \| 7. \| Franklin Archibold \| Panama \| Panamá es Cultura y Valores \| + 5" \| \| 8. \| Luca Covili \| Włochy \| Bardiani CSF Faizanè \| + 5" \| \| 9. \| Jason Saltzman \| Stany Zjednoczone \| Wildlife Generation Pro Cycling \| + 5" \| \| 10. \| Jonathan Couanon \| Francja \| Nippo-Provence-PTS Conti \| + 5" \| |                     |                   |                                 |            |
| |                     |                   |                                 |            |
| Źródło: ProCyclingStats |                     |                   |                                 |            |
| Klasyfikacja generalna |                     |                   |                                 |            |
| Kolarz | Kolarz              | Państwo           | Drużyna                         | Czas       |
| 1. | Carlos Quintero     | Kolumbia          | Terengganu Cycling Team         | 2h 40' 33" |
| 2. | Alex Hoehn          | Stany Zjednoczone | Wildlife Generation Pro Cycling | + 0"       |
| 3. | Metkel Eyob         | Erytrea           | Terengganu Cycling Team         | + 1"       |
| 4. | Anatolij Budiak     | Ukraina           | Spor Toto Cycling Team          | + 1"       |
| 5. | Davide Gabburo      | Włochy            | Bardiani CSF Faizanè            | + 3"       |
| 6. | Muradjan Xalmuratov | Uzbekistan        | Uzbekistan                      | + 4"       |
| 7. | Franklin Archibold  | Panama            | Panamá es Cultura y Valores     | + 5"       |
| 8. | Luca Covili         | Włochy            | Bardiani CSF Faizanè            | + 5"       |
| 9. | Jason Saltzman      | Stany Zjednoczone | Wildlife Generation Pro Cycling | + 5"       |
| 10. | Jonathan Couanon    | Francja           | Nippo-Provence-PTS Conti        | + 5"       |